# Andreas Zrotz
Andreas Zrotz (prima menzione 1558 – probabilmente 1579) è stato un politico svizzero.

## Biografia
Figlio di Hans, contadino sull'alpe di Sinzgau, e di Vreni Bucher. Nel 1558 sposò Dorothea Scheuber, figlia di Konrad Scheuber. Fu Landamano di Nidvaldo tre volte, nel 1558, 1563 e 1568. Il 16 maggio 1568 rinunciò temporaneamente alla carica a causa dello svolgimento della Landsgemeinde in un luogo inusuale, Buochs, invece che presso l'Aa o la Rathaus (palazzo comunale). Riassunse l'incarico durante la Nachgemeinde (seduta supplementare) del lunedì di Pentecoste.